# Буа, Дезире
Дезире Жорж Жан Мари Буа (фр. Désiré Georges Jean Marie Bois, 9 октября 1856 — 2 февраля 1946) — французский ботаник, садовод, агроном, профессор сельского хозяйства.        

## Биография
Дезире Жорж Жан Мари Буа родился 9 октября 1856 года.
Он был профессором сельского хозяйства в Национальном музее естественной истории.
Буа был делегирован в Конгресс в Индокитае и использовал представившуюся возможность совершить поездку на Яву.
В Богоре он посвятил себя главным образом таксономическим исследованиям и сбору обширного гербария.
Дезире Жорж Жан Мари Буа умер 2 февраля 1946 года.

## Научная деятельность
Дезире Жорж Жан Мари Буа специализировался на семенных растениях.

## Некоторые публикации
- 1899. Dictionnaire d'Horticulture.
- 1911. La récolte et l'expédition des graines & des plantes vivantes. 24 pp. Fils d’Emile Deyrolle
- 1912. Capus, G. & D. Bois. Les produits coloniaux. Origine, production, commerce. Paris, Armand Colin, 1912, 1ère éd., pp. xvi, 687, (24, adv.), 203 ilustraciones
- Cadeaux pour jardinier.
- 1927. Les fruits. 1ère éd.
- 1927. Les légumes. Rive Droite. 1ère éd. 596 pp.
- 1934. Plantes à épices, aromates, à condiments. Comedit 1ère éd. 292 pp.
- 1937. Vigne, cafe, cacao et d'autres plantes à boire. 602 pp.